# Ralph Flanders

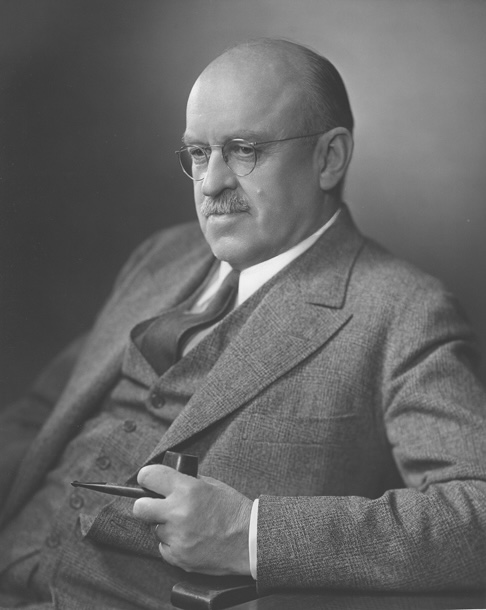
Ralph Edward Flanders, Senator von Vermont 1946–1959

Ralph Edward Flanders (* 28. September 1880 in Barnet, Vermont; † 19. Februar 1970 in Springfield, Vermont) war ein US-amerikanischer Maschinenbauingenieur, Unternehmer und republikanischer US-Senator aus dem Staat Vermont. Er wuchs auf Selbstversorger-Bauernhöfen in Vermont und Rhode Island auf. Zunächst absolvierte er eine Maschinenbaulehre, wurde technischer Zeichner, bevor er sich selbst die theoretischen Grundlagen eines Maschinenbauingenieurs aneignete. Er verbrachte fünf Jahre in New York als Redakteur bei einer Fachzeitschrift für Werkzeugmaschinen. Er zog nach Vermont und arbeitete in einem erfolgreichen Maschinenbauunternehmen, dessen Präsident er später wurde. Flanders nutzte seine Erfahrungen als Unternehmer und beriet staatliche Kommissionen in Vermont sowie bundesstaatliche Einrichtungen in Washington, D.C. im Bereich der öffentlichen Wirtschaftspolitik. Bevor er zum US-Senator von Vermont gewählt wurde, war er zuvor zwei Jahre Präsident der Boston Federal Reserve Bank.
Flanders wurde 1954 durch sein Eintreten für einen Misstrauensantrag gegen Senator Joseph McCarthy bekannt. McCarthy hatte in den Jahren zuvor spektakuläre Behauptungen in Bezug auf die Unterwanderungen von Bundesbehörden und -regierung durch Sowjetspione, Kommunisten und deren Sympathisanten aufgestellt. Er hatte seinen Vorsitz im Senatsausschuss als landesweit im Fernsehen übertragenes Forum für Angriffe auf von ihm beschuldigte Personen genutzt. Flanders war der Meinung, dass McCarthy mit seinen Angriffen die Nation von wesentlich größeren kommunistischen Bedrohungen in anderen Teilen der Welt abgelenkt habe. Dadurch sei Zwietracht und Verwirrung innerhalb der Vereinigten Staaten zum Vorteil ihrer Feinde gesät worden. McCarthy konnte seine Behauptungen letztlich nicht belegen. Dies und seine umstrittene Vorgehensweise diskreditierten ihn schließlich und ihm wurde seitens des Senats das Misstrauen ausgesprochen, in dessen Folge er den Senatsvorsitz verlor.

## Biographie
Flanders wurde in Barnet, einer Stadt in Caledonia County im Nordosten von Vermont geboren. Er war das älteste von neun Kindern. Einen Großteil seiner Kindheit verbrachte er in Rhode Island. In seiner Autobiographie, Senator from Vermont, beschrieb Flanders das Leben auf den Selbstversorgerhöfen seiner Familie in Vermont und Rhode Island, bevor er diese verließ um in der Werkzeugmaschinenindustrie den Großteil seines Lebens arbeiten. In seinem ersten Jahr als Maschinist und Zeichner, verbrachte er seine Ferien mit Fahrradreisen über die Landstraßen zwischen Rhode Island, Vermont und New Hampshire. Später lebte er eine Zeit lang in New York City, wo er für eine Fachzeitschrift für Werkzeugmaschinen tätig war. Nach fünf Jahren beschloss er, nach Vermont zurückzukehren. Im Jahre 1911 heiratete er Helen Edith Hartness, die Tochter des Erfinders und Industriellen James Hartness. Sie ließen sich in Springfield, Vermont nieder, wo Flanders Präsident der Jones & Lamson Machine Company wurde. Flanders und seine Frau hatten drei Kinder: Elizabeth (geboren 1912), Anna (auch bekannt als Nancy geboren 1918) und James (geboren 1923).

## Berufliche Laufbahn
Flanders Karriere begann mit einer Lehre. Es folgten autodidaktische Fortschritte in den Bereichen Technik, Journalismus, Management, Politikberatung, Banken- und Finanzwesen, Politik und schließlich die Wahl zum US-Senator von Vermont.

### Bildung und Ausbildung
Abgesehen von seinen Besuchen der High Schools in Pawtucket und Central Falls in Rhode Island hatte Flanders keine weitere formelle Ausbildung genossen. Dennoch konnte er sich solide Grundlagen in Mathematik, Literatur, Latein und Altgriechisch aneignen. Der Vater verfügte nicht über die finanziellen Mittel seinen Sohn zur Universität zu schicken, bezahlte ihm aber ab 1896 das Lehrgeld für eine zweijährige Ausbildung bei der Brown & Sharpe Manufacturing Company, einem führenden Maschinenbauunternehmen der damaligen Zeit. Neben der praktischen Ausbildung im Betrieb lernte er die theoretischen Grundlagen des Maschinenbaus und des technischen Zeichnens mit Hilfe der Fernschule „International Correspondence School“. Nach seiner Lehre arbeitete Flanders für verschiedene Unternehmen der Maschinenbaubranche in Neuengland. Obwohl es ihm an formeller Bildung mangelte, war Flanders in Naturwissenschaften, Ingenieurswesen und Kunst sehr belesen.

### Technischer Journalismus
Flanders begann schon früh in seiner Karriere zu schreiben. Aufgrund seiner Artikel über Werkzeugmaschinen erhielt er Job als Redakteur eines Fachmagazins für Maschinenbau in New York City. Dort war er zwischen 1905 und 1910 tätig. Zahlreiche Reisen führten Flanders in die Unternehmen, über deren Neuentwicklungen er berichtete. Dabei knüpfte er wertvolle Kontakte zu den führenden Herstellern der Branche. Als Redakteur schrieb er Artikel über Zahnradgetriebe, Zerspanungstechniken, Walzfräsen, die Produktion von Dosen, und Kraftfahrzeugen. Im Jahre 1909 arbeitete Flanders an einem Buch über Zerspanungsmechanik, bei dem er sich so verausgabte, dass er einen Nervenzusammenbruch erlitt. Er musste eine Auszeit nehmen. Im Jahr 1910 wechselte zu einer Maschinenfabrik in Vermont. Er veröffentlichte weiterhin und schrieb über technische Fragen. Später folgten Schriften zur Rolle der Industrie in der Gesellschaft. 1938 erhielt Flanders die Worcester Reed Warner-Medaille in Anerkennung seiner Veröffentlichungen zu technischen Fragen.

### Ingenieurswesen

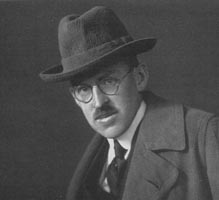
Ralph Flanders 1910

Erste größere Erfahrungen mit dem Maschinenbau sammelte Flanders bei einem Unternehmen in Nashua, New Hampshire, wo er bei der Entwicklung einer Kartonfaltmaschine mitwirkte. Danach arbeitete er bis 1905 als Zeichner für General Electric. Als er 1910 nach Springfield, Vermont zog, wurde er Maschinenbauingenieur bei der Fellows Gear Shaper Company. Schon bald wurde James Hartness, der Präsident der Jones & Lamson Machine Company (J & L), einem Konkurrenzunternehmen am gleichen Ort, auf den jungen Ingenieur aufmerksam. 1911 heiratete Flanders die Tochter von Hartness, Helen. Kurz darauf wurde Flanders Direktor der Abteilung für Präzisionsdrehmaschinen bei J & L.
Dort konnte er die Präzision und Produktivität durch Verbesserungen an den eingesetzten Maschinen erreichen. 1912 wurde er Direktor des Gesamtunternehmens und, nachdem Hartness 1933 in den Ruhestand gegangen war, auch Präsident. Als Präsident von J & L führte Flanders eine Serie von Revolverdrehbänken (bekannt als Hartness Turret Lathe) ein, mittels derer die bis dahin übliche Einzelfertigung solcher Maschinen standardisiert wurde und einige Vorteile der Massenfertigung für den Maschinenbau genutzt werden konnten. Bis 1923 hatte Flanders mehr als zwanzig Patente für J & L. entwickelt und eintragen lassen.
Flanders und sein Bruder, Ernest, waren bei der Entwicklung von Gewindeschneidemaschinen wegweisend. Hilfreich waren die bereits zuvor von Hartness entwickelten optischen Komparatoren. Diese vorhandene Technologie und Flanders’ Berechnungen, führten zur Entwicklung von Präzisionsdreh- und -schneidemaschinen, für die die beiden Brüder 1946 die „Edward-Longstreth-Medaille“ des Franklin Institutes als Anerkennung für ihre Leistung erhielten. Gemeinsam hatten die Brüder die Stanztechnik für Gewinde in weichen Metallen verbessert und dabei die Grundlagen für diese Technologie bei harten Metallen geschaffen.

### Fachgesellschaften
Flanders wurde 1923 Präsident der „National Machine-Tool Builders Association“. Er war von 1934 bis 1936 Präsident der American Society of Mechanical Engineers (ASME) und 1937 Vizepräsident des amerikanischen Engineering Council. In den 1930er-Jahren war Flanders Vorsitzender des Ausschusses für Gewinde der American Standards Association. Im Jahre 1944 verlieh ihm die ASME die Hoover-Medaille für seine Verdienste um soziale Belange, die Zivilgesellschaft und Humanität. Die britische Institution of Mechanical Engineers ernannte ihn zum Ehrenmitglied.

### Öffentliches Leben
Ab 1917 war Flanders beratendes Mitglied für Maschinenbauangelegenheiten im „War Industries Board“. Nach dem Ersten Weltkrieg beaufsichtigte er die internationale Normung für Gewinde, in den 1930er-Jahren zuerst als Mitglied, dann als Vorsitzender des Ausschusses für Gewinde der American Standards Association.
Während der Großen Depression fing Flanders an, sich mit Sozialpolitik und der Entwicklung der Menschheit in einer technologischen Ära zu beschäftigen. Er sprach sich für eine übergeordnete  Führung mittels eines „Programms humanitärer Werte“ aus, das ein erfülltes Leben ermöglichen sollte. Sein eigentliches Ziel war jedoch die Vollbeschäftigung.
In der Regierungszeit von Franklin D. Roosevelt wurde Flanders 1933 vom damaligen Handelsminister Daniel Calhoun Roper in den neu geschaffenen Business Advisory Council berufen, einem Gremium, das den Präsidenten in wirtschaftspolitischen Fragen beraten sollte. Flanders wurde Vorsitzender des Ausschusses für Fragen der Arbeitslosigkeit.
Im gleichen Jahr wurde die National Recovery Administration (NRA) geschaffen. Flanders wurde in den Industrie-Beirat der Behörde berufen. Im Beisein von Präsident Roosevelt und vor Mitgliedern der NRA hielt Flanders 1934 eine Rede, in der er sich gegen den Vorschlag der Regierung stellte, wonach die wöchentliche Arbeitszeit um 10 % sinken solle, bei gleichzeitigen Lohnerhöhungen um ebenfalls 10 %, was zur gleichmäßigeren Verteilung der Arbeit führen sollte.
1937 berief der Gouverneur von Vermont George Aiken Flanders in zwei Kommissionen: Zum einen in einen Ausschuss, der sich mit der Modernisierung der Milchwirtschaft in dem Bundesstaat beschäftigte und zum anderen in die Flutkontrollkommission, in der Flanders den Vorsitz hatte. Diese Kommission trat mit anderen Neuenglandstaaten in Verhandlung, um die Kostenverteilung eines Systems von Hochwasserdämmen auszuhandeln.
Der von den Gouverneuren der Neuenglandstaaten zwecks Koordination von Industrie und Handel gegründete New England Council wählte Flanders 1940 zum Präsidenten. Sein Amt verschaffte ihm einen umfassenden Überblick über die Produktions- und Arbeitsstätten in Neuengland. Er versuchte seinen Kollegen die Marktchancen ihrer Produkte im Kontext des sich ausweitenden Zweiten Weltkriegs nahezubringen.
1942 wurde Flanders in das Committee for Economic Development (CED) berufen, welches sich damit beschäftigte, die Wirtschaft wieder auf Friedenszeiten umzustellen. Flanders war an der Ausarbeitung von Empfehlungen des CED an den Kongress beteiligt, die die Rolle der Weltbank und des IWF festlegen sollten.

### Banking und Investment
Ab den späten 1930er-Jahren erhielt Flanders Aufsichtsratsmandate, zunächst bei der Shawmut Bank (1938–41) dann bei der Federal Reserve Bank (1941–44) bei der Boston and Maine Railroad, der National Life Insurance Company, beim Massachusetts Institute of Technology und der Norwich University in Vermont.
Von 1944 an war er zwei Jahre Präsident der Federal Reserve Bank in Boston, Massachusetts. Während dieser Zeit schuf die Bank die Boston Port Authority, um die Frachtkapazitäten für Neuengland zu erhöhen.
1946 gründete Georges Doriot unter anderem mit Karl Compton und Flanders die American Research and Development Corporation (ARDC), das erste Venture-Capital-Unternehmen, das nach systematischen Investmentregeln junge Unternehmen finanzierte. Flanders war einer der Direktoren der ARDC.

## Karriere im US-Senat

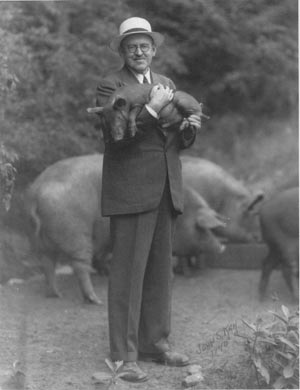
Ralph Flanders (1940) Wahlwerbung Foto. Mit freundlicher Genehmigung des Vermont State Archives, Office of the Secretary of State

Im Jahr 1940 kandidierte Ralph Flanders erfolglos für den US-Senat. Sein parteiinterner Hauptgegner war der beliebte republikanische Senator von Vermont, George Aiken, der bereits seit zwei Wahlperioden im Amt war. Flanders mochte und bewunderte Aiken, war aber davon überzeugt, dass die „liberalen Vorstellungen“ des Amtsinhabers nicht der wirtschaftlichen Erholung des Landes dienlich seien.
1990 nannte der „Rutland Herald“, eine der größten Zeitungen Vermonts, die republikanischen Vorwahlen des Jahres 1940 als schmutzig und gemein. Aikens Seite beschuldigte Flanders, Waffen an die Nazis verkauft zu haben, während Flanders’ Seite behauptete, dass Aiken von seiner hübschen 24-jährigen und machthungrigen Assistentin unrechtmäßig beeinflusst werde. In der Rückschau erklärte Flanders, dass er seinen Wahlberatern zu viele Entscheidungsfreiheiten gewährt habe. So zeigte etwa eine Wahlkampfbroschüre den Kandidaten in einem Anzug mit Weste und einem Ferkel in den Armen. Obwohl Flanders auf einem Bauernhof aufgewachsen war und ein reges Interesse an der lokalen Landwirtschaft hatte, insbesondere an der im Bild gezeigten Schweinerasse, wirkte das Foto gestellt und unecht. Wie der „Rutland Herald“ bemerkte, war es 1940 in vielen Haushalten Vermonts üblich Schweine zu halten. Es gab viele Menschen, die keinen Volksvertreter wollten, der beim Umgang mit Schweinen seine besten Kleider trug. Aiken gewann mit 7000 Stimmen Vorsprung. Sein Wahlkampf hatte USD 3.219,50 gekostet, während Flanders USD 18.698,45 ausgegeben hatte. Flanders erklärte, dass ihm dieser Wahlkampf gezeigt habe, dass er sich selbst treu bleiben müsse.
Am 1. November 1946 berief der Gouverneur von Vermont Mortimer R. Proctor Flanders in das Amt des republikanischen Senators um die restliche Amtszeit von Senator Warren Austin auszufüllen, der von US-Präsident Harry S. Truman zum Botschafter bei den Vereinten Nationen ernannt worden war. Als am 5. November 1946, die Wahl zum Senat stattfand und Flanders diese gewann, war er durch seine vorherige viertägige Amtszeit bereits „Senior Senator“. 1952 wurde er mit überwältigender Mehrheit wiedergewählt. Eine dritte Amtszeit im Jahr 1958 lehnte er ab.

### Abstimmungsverhalten und Ausschusszugehörigkeiten
Flanders Abstimmungsverhalten im Senat war konservativer als jenes seines dienstälteren Senatskollegen George Aiken und spiegelte die wirtschaftsfreundliche Orientierung Flanders wider. In seiner zweiten Amtszeit, die durch eine republikanische Mehrheit gekennzeichnet war, brachten Flanders Sitze im Gemeinsamen Wirtschaftsausschuss von Senat und Repräsentantenhaus, dem Finanzausschuss und Committee on Armed Services.

### Politik des Kalten Krieges
Nationale Politik in Bezug auf den Kalten Krieg interessierte Flanders sehr. Das weltweite Vordringen des Kommunismus beunruhigte ihn, gerade weil es auch oft ohne Waffengewalt stattfand. Im Großen und Ganzen hielt er Harry S. Truman für einen guten Präsidenten, sah ihn allerdings durch das Erbe der Hooverschen Appeasementpolitik gegenüber der Sowjetunion in seiner Handlungsfähigkeit eingeschränkt. Auch Trumans Versuche die chinesischen Nationalisten und Kommunisten zu einer Allianz zu vereinen, hielt Flanders für falsch. Den Marshall-Plan billigte er, als einen Weg um den kommunistischen Einflusses in Westeuropa zu vermeiden. Kritisch sah er die Rolle des Außenministers John Foster Dulles, dem er vorwarf, Chancen für freundschaftlich-bilaterale Beziehungen zu Ländern wie Ägypten und Indien vertan zu haben, die sich stattdessen der Sowjetunion zuwandten.
Flanders fand, dass es irrational sei, 62 % der Bundeseinnahmen für Verteidigungszwecke einzusetzen während gleichzeitig die sowjetische Regierung beteuerte, sie wolle einen nuklearen Konflikt vermeiden. Der Senator befürwortete, dass die Entwicklung von Atom- und Wasserstoffbomben mit gleicher Intensität wie parallellaufende Abrüstungsverhandlungen vorangetrieben werden sollten. Für Flanders hatte das Hinarbeiten auf eine Zusammenarbeit mit der sowjetischen Regierung im Hinblick auf eine wirksame Rüstungskontrolle höchste Priorität.

### Kritik an Joseph McCarthy

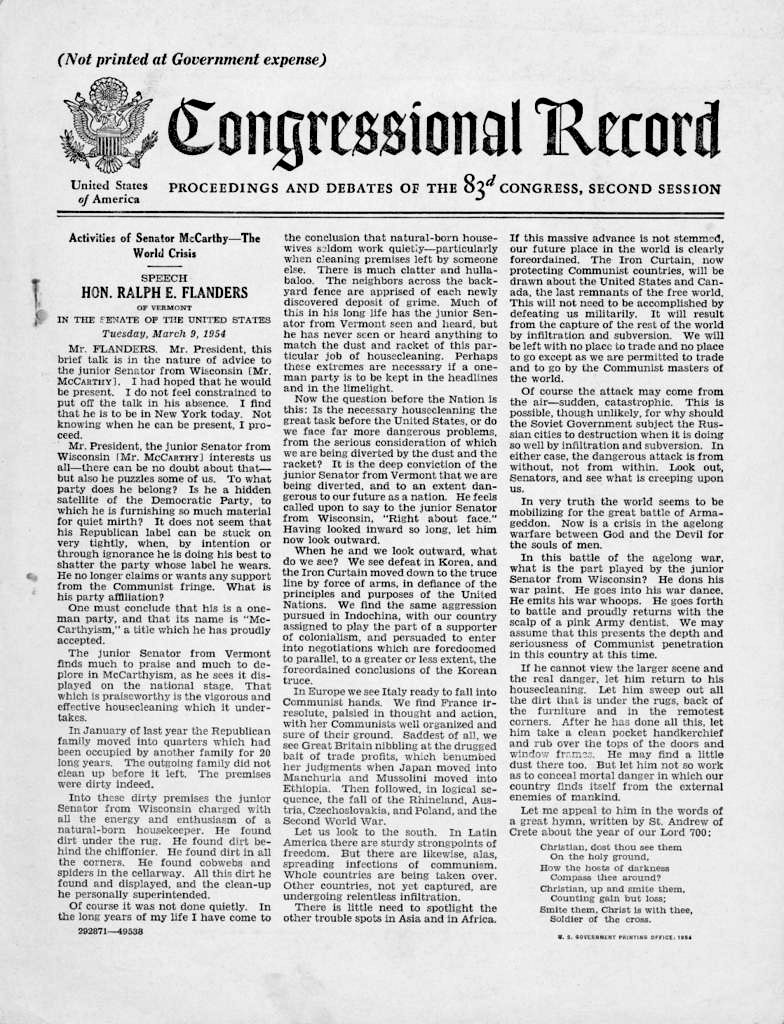
1954 Rede von Flanders gegen McCarthy

Flanders war ein früher und scharfer Kritiker seines republikanischen Senatskollegen Joseph McCarthy und seiner „In die falsche Richtung weisenden Anstrengungen im Kampf gegen den Kommunismus“ sowie seiner Rolle, die er im „Achtungsverlust für uns in der ganzen Welt“ gespielt habe. Flanders fand, dass man, anstatt den Blick auf inländische Kommunisten zu richten, man sich besser mit dem „arlamierenden Vormarsch der kommunistischen Macht“ beschäftigen solle, damit am Ende nicht die Vereinigten Staaten und Kanada als „die letzten Reste der freien Welt“ übrig blieben. Am 9. März 1954 brachte er diese Bedenken in einer an McCarthy gerichteten Senatsrede zum Ausdruck. Dieser hatte im Vorfeld von der Rede erfahren und war der Sitzung ferngeblieben. Flanders war froh, dass sich Präsident Dwight D. Eisenhower bis auf ein paar ermunternde Zeilen aus der Sache heraushielt. Mitglieder der Regierung bedeuteten ihm indes er solle aufhören.
Die Zeitung The Times-Argus in Randolph, Vermont berichtete, dass die Rede eine Sensation gewesen sei. Aufgrund zahlreicher eingehender Anrufe und Telegramme konnte Flanders nicht im Senat erscheinen. Die zustimmenden Beiträge lagen im Verhältnis 6:1. Seine Senatskollegen John Sherman Cooper, Republikaner aus Kentucky und Herbert H. Lehman, Demokrat aus New York überhäuften ihn mit Lob.

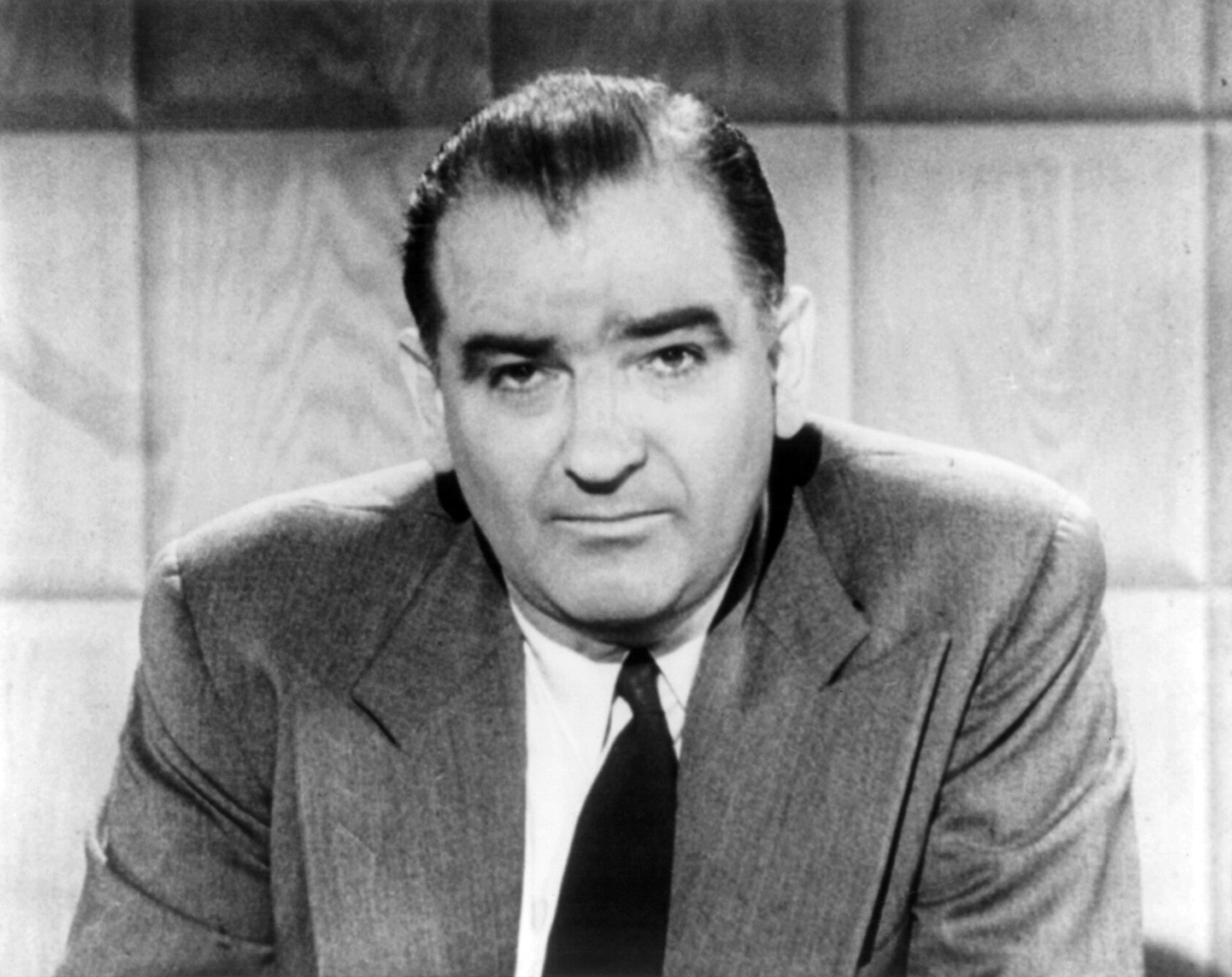
Senator Joseph McCarthy von Wisconsin 1947–1957

Aber auch Gegenstimmen blieben nicht aus. So schrieb der „Rutland Herald“ an die Feinde McCarthys gerichtet, dass McCarthy ein Halbgott sei, der über den Gesetzen der USA stehe und jeder der ihm widerspreche ein „ROTER“ sei. William Loeb, Herausgeber der „Burlington Daily News“ schrieb: „Es musste schon jemand Dummes wie Senator Flanders daherkommen um schließlich den demokratischen Köder zum Thema McCarthy zu schlucken.“
Am 11. Juni 1954 brachte Flanders eine Entschließung ein in der McCarthy unziemlichen Verhaltens beschuldigt und seine Entlassung aus dem Senatsausschuss gefordert wurde. Auf Anraten der Senatoren Cooper und Fulbright und juristischer Unterstützung des „Committee for a More Effective Congress“ wurde die Resolution im Einklang an frühere Tadelsanträge angepasst.
Der Inhalt der gegen McCarthy gerichteten Entschließung bezichtigte ihn der Behinderung der verfassungsmäßigen Abläufe der Senatsarbeit. 
Die Zeitschrift „Time“ berichtete, dass eine „Gruppe der 23 der Top Unternehmer, Gewerkschaftsführer und Personen aus dem Bildungswesen … jeden US-Senator, außer McCarthy selbst, ankabelten um diese zur Zustimmung zur Entschließung gegen „den eklatanten Machtmissbrauch“ durch Senator McCarthy Einhalt zu gebieten.“ Der Senat rügte McCarthy in der Sitzung am 2. Dezember 1954 mit 65 zu 22 Stimmen. Die Spaltung ging auch quer durch die republikanischen Senatoren, die 22 zu 22 abstimmten.
Der „Rutland Herald“ 1990 bezeichnete die öffentliche Meinung in Vermont in Bezug auf die Rolle Flanders’ als „griesgrämig“. Man kam zu dem Schluss, dass Flanders’ Überzeugungen nicht unbedingt die Prioritäten seines Wahlkreises widerspiegele und man das Problem McCarthy nicht als eigenes ansah.

## Vermächtnis
Flanders war der Autor oder Koautor von acht Büchern, darunter seiner Autobiographie, Senator from Vermont. Er schrieb über viele Themen: die Probleme der Arbeitslosigkeit, Inflation, Möglichkeiten für eine kooperative Beziehung zwischen Management und Belegschaft, und seine Überzeugung, dass das moralische Gesetz ein Naturgesetz sei und integraler Bestandteil der Ausbildung eines jeden ausmachen solle. Seine Schriften werden beim „Special Collections Research Center“ an der Syracuse University Library und an der „Special Collection“ der „Bailey-Howe-Library“ University of Vermont aufbewahrt.
Während seines Lebens erhielt Flanders mehr als sechzehn Ehrendoktorwürden von Institutionen wie dem Dartmouth College, der Harvard University (Dr. jur.), dem Middlebury College (D. Sc.) und der University of Vermont (D. Eng.). 1939 wurde er in die American Academy of Arts and Sciences gewählt. Seine Frau, Helen Hartness Flanders, war eine Sammlerin von Volksliedern und Autorin mehrerer Bücher über die Balladen Neuenglands.
Ralph Flanders starb am 19. Februar 1970. Er wurde auf dem „Summer Hill Cemetery“ in Springfield, Vermont zusammen mit seiner Frau Helen im Familiengrab der Familie Hartness begraben.
Flanders politisches Erbe beeinflusste die Politik in Vermont bis in die jüngste Zeit. In einer Rede am 24. Mai 2001 kündigte Senator James Jeffords seinen Austritt aus der Republikanischen Partei an. Er zitierte Flanders dreimal und sprach von ihm als einem von fünf Politikern aus Vermont, „deren Ansichten, oft zum Mißfallen der Parteioberen, die Partei in die Richtung lenkten, an deren fundamentale Prinzipien sie glaubten.“ In Reden am „Law Center“ der Georgetown University und dem Johnson State College zitierte der Senator von Vermont Patrick Leahy Flanders als einen der drei Politiker aus Vermont, die „zeigten, wie wichtig es ist, fest zu seiner Überzeugung zu stehen“ und „dass Konflikte weder feindlich noch negativ“ verlaufen müssen. Leahy erinnerte bei der Gelegenheit daran, dass Flanders jemand war, der „Missbrauch und Verstößen gegen Rechte amerikanischer Bürger entgegentrat, als dies nicht populär war.“